# Jack Smith (autocoureur)
Jack Smith (Metropolis (Illinois), 24 mei 1924 – Spartanburg (South Carolina), 17 oktober 2001) was een Amerikaans autocoureur. Hij reed tussen 1949 en 1964 in NASCAR-races.

## Carrière
Smith reed tijdens het debuutseizoen van de NASCAR de race op de Charlotte Speedway. De eerste overwinning kwam er in 1956 toen hij de Old Dominion 400 won op de Martinsville Speedway. De laatste overwinning behaalde hij in 1962 op de New Asheville Speedway en hij werd dat jaar vierde in de eindstand van het kampioenschap. In 1957 en 1958 werd hij vijfde. Hij reed zijn laatste race op de Savannah Speedway in 1964. Smith reed tijdens zijn carrière 264 NASCAR-races waarvan hij er eenentwintig won. Drieëntwintig keer vertrok hij vanaf poleposition. In 2001 overleed hij op 77-jarige leeftijd.